# Шторха

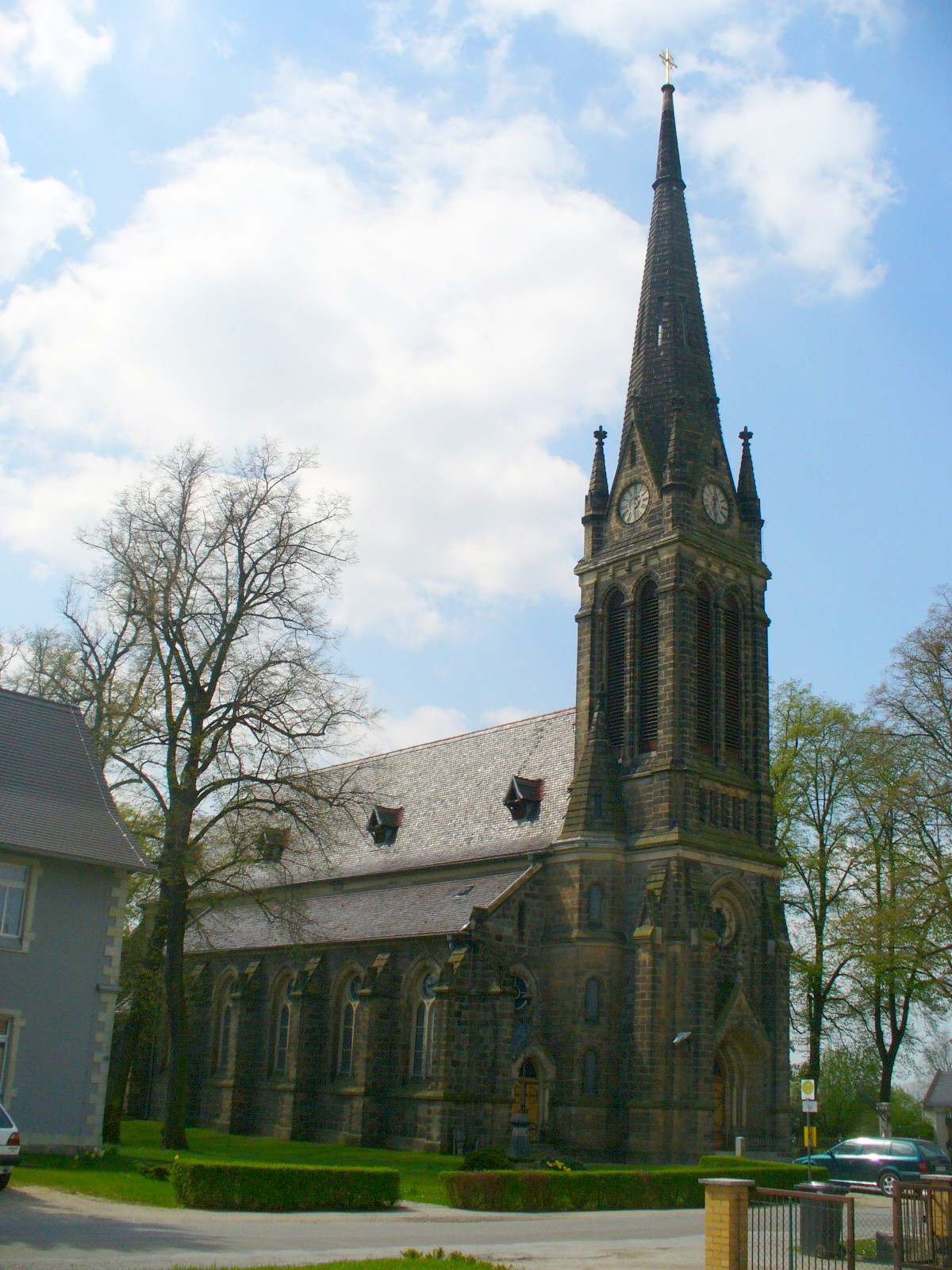
Католический храм Пресвятого Сердца Иисуса. Памятник культуры и истории земли Саксония, 1910 год

Што́рха или Ба́чонь (нем. Storcha; в.-луж. Baćońо файле) — деревня в Верхней Лужице, Германия. Входит в состав коммуны Гёда района Баутцен в земле Саксония. Подчиняется административному округу Дрезден.

## География
Соседние населённые пункты: на севере — деревня Новы-Лусч коммуны Пушвиц, на северо-востоке — деревня Вутолчицы коммуны Нешвиц, на востоке — деревня Гаслов и на юго-западе — деревня Чорнецы.

## История
Впервые упоминается в 1380 году под наименованием Batin.
В 1910 году в деревне по инициативе серболужицкого общества Кирилла и Мефодия была построена католическая церковь Пресвятого Сердца Иисуса. В 1889 году была открыта школа (сегодня называется как «Старая школа»).
С 1892 года ежегодно до настоящего времени от деревни на пасхальное утро совершается Пасхальная кавалькада до Радвора.
До 1962 года деревня была административным центром коммуны Шпиттвиц с населёнными пунктами Гаслов, Поздецы, Либонь и Чорнецы. С 1962 по 1994 года входила в состав коммуны Пришвиц. С 1994 года входит в современную коммуну Гёда.
В настоящее время деревня входит в состав культурно-территориальной автономии «Лужицкая поселенческая область», на территории которой действуют законодательные акты земель Саксонии и Бранденбурга, содействующие сохранению лужицких языков и культуры лужичан.
Исторические немецкие наименования:
- Batin, 1380
- Bathin, 1386
- Baten, 1419
- Batun, 1479
- Bathann, 1504
- Baten, 1519
- Bathen, 1570
- Pahten, 1616
- Storcha, 1658

## Население
Официальным языком в населённом пункте, помимо немецкого, является также верхнелужицкий язык.
Согласно статистическому сочинению «Dodawki k statisticy a etnografiji łužickich Serbow» Арношта Муки в 1884 году в деревне проживало 89 человек (из них — 88 серболужичан (99 %)).
Лужицкий демограф Арношт Черник в своём сочинении «Die Entwicklung der sorbischen Bevölkerung» указывает, что в 1956 году при общей численности в 337 человека серболужицкое население деревни составляло 70,9 % (из них верхнелужицким языком активно владело 162 человека, 7 — пассивно и 70 несовершеннолетних владели языком).
| 1834 | 1871 | 1890 | 1910 | 1925 | 1939 | 1946 | 1950 | 2011 | 2016 |
| ---- | ---- | ---- | ---- | ---- | ---- | ---- | ---- | ---- | ---- |
| 84   | 73   | 86   | 101  | 92   | 236  | 334  | 371  | 87   | 82   |

## Достопримечательности
Памятники культуры и истории земли Саксония
- Вилла, д. 16, 1910 год (№ 09301925)
- Архитектурный ансамбль сельского кладбища, 1887 год (№ 09252260);
- Церковь Пресвятого Сердца Иисуса, 1910 год (№ 09303799);
- Старая школа, д. 17, 1888 год (№ 09250259);
- Неоготический дом священника, д. 18, 1890 год (№ 09250258);
- Дорожный каменный указатель, около дома № 1, 1880 год (№ 09252256);
- Каменное поклонное распятие, около дома № 3, 1880 год (№ 09252258);

## Известные жители и уроженцы
- Герат Ворнар (род. 1942) — католический священник, журналист, публицист и культурный деятель
- Юрий Либш (1857—1927) — католический священник, писатель, переводчик и филолог.
- Михал Шевчик (1870—1903) — католический священник, писатель, историк и публицист
- Якуб Шевчик (1867—1935) — католический священник, лужицкий писатель, поэт и общественный деятель